# Kernkraftwerk Saint-Alban
Das Kernkraftwerk Saint-Alban steht bei der französischen Gemeinde Saint-Alban-du-Rhône in der Region Auvergne-Rhône-Alpes im Département Isère am linken Ufer der Rhone etwa 50 Kilometer südlich von Lyon. Das Kernkraftwerk besteht aus zwei Druckwasserreaktoren.

## Eckdaten
Das Kernkraftwerk beschäftigt etwa 670 Personen und wird von der französischen Gesellschaft Électricité de France (EDF) betrieben. Zur Kühlung wird Wasser aus der Rhône genutzt. Das gesamte Kraftwerksareal hat eine Fläche von 180 Hektar.
Die zwei Druckwasserreaktoren haben eine Nettoleistung von jeweils 1335 Megawatt (MW) und eine Bruttoleistung von 1381 MW. Die installierte Gesamtleistung liegt bei 2762 MW; damit zählt das Kernkraftwerk zu den mittleren in Frankreich. Pro Jahr speist es durchschnittlich 18 Milliarden Kilowattstunden in das öffentliche Stromnetz ein; dies entspricht etwa 13 Prozent des jährlichen Stromverbrauchs der Region Rhône-Alpes und vier bis fünf Prozent des französischen Verbrauchs.
Baubeginn für den ersten Reaktorblock war am 29. Januar 1979, er ging am 30. März 1985 in Betrieb. Mit dem Bau des zweiten Reaktorblocks wurde am 31. Juli 1979 begonnen, die Inbetriebnahme war am 3. Juli 1986. Der Bau von zwei weiteren Reaktorblöcken wurde noch in der Planungsphase verworfen.
Die französische Regierung hat 2020 eine Verlängerung um weitere 10 Jahre für alle in Betrieb befindliche Reaktoren um weitere 10 Jahre von 40 auf 50 Jahre Laufzeit angekündigt. Diese wurde von der französischen Aufsicht 2021 genehmigt unter Auflagen.

## Sicherheit
Im Falle eines starken Erdbebens könnte es zum Versagen der Notkühlung kommen. Nach einem Bericht der französischen Atomaufsichtsbehörde Autorité de sûreté nucléaire (ASN) vom 3. Oktober 2002 könnte in diesem Fall die Funktionsfähigkeit eines sicherheitsrelevanten Ventils, das ein Abkühlen der Reaktorblöcke gewährleisten soll, nicht sichergestellt werden. Dies hatte die Betreibergesellschaft EDF der ASN am 5. August 2002 mitgeteilt.
Im Juli 2008 wurden nach einem Bericht der Tageszeitung Le Figaro bei Inspektionsarbeiten 15 Mitarbeiter radioaktiv kontaminiert. Der Betreiber der Anlage teilte mit, dass die Fachleute „nur leicht“ durch Strahlung belastet wurden. Aufgrund der früheren Störfälle in französischen Kernkraftwerken im Juli 2008, unter anderem in Tricastin, zog der Vorfall ein überdurchschnittliches Medienecho auf sich.

## Daten der Reaktorblöcke
Das Kernkraftwerk Saint-Alban hat insgesamt zwei Blöcke:
| Reaktorblock  | Reaktortyp         | Netto- leistung | Brutto- leistung | Baubeginn       | Netzsyn- chronisation | Kommer- zieller Betrieb | Abschal- tung |
| ------------- | ------------------ | --------------- | ---------------- | --------------- | --------------------- | ----------------------- | ------------- |
| Saint-Alban-1 | Druckwasserreaktor | 1335 MW         | 1381 MW          | 29. Januar 1979 | 30. August 1985       | 1. Mai 1986             | 2036          |
| Saint-Alban-2 | Druckwasserreaktor | 1335 MW         | 1381 MW          | 31. Juli 1979   | 3. Juli 1986          | 1. März 1987            | 2037          |